# Lycaon pictus
El perro salvaje africano (Lycaon pictus), también llamado licaón, es una especie de mamífero carnívoro de la familia de los cánidos endémico del continente africano que se encuentra en ambientes sabanoides. Es el único representante vivo del género Lycaon. Se distingue del género Canis por una dentición altamente especializada para una dieta hipercarnívora y falta de espolones. Se estima que alrededor de 6400 adultos, incluidos mil cuatrocientos individuos maduros viven en treinta y nueve subpoblaciones que están todas amenazadas por la fragmentación del hábitat, la persecución humana y los brotes de enfermedades. Dado que la subpoblación más grande probablemente consta de menos de doscientos cincuenta individuos, el perro salvaje africano figura en peligro de extinción en la Lista Roja de la UICN desde 1990.
Su nombre científico significa; perro moteado, haciendo referencia a su pelaje tricolor de manchas negras, blancas y óxido distribuidas irregularmente, salvo la parte delantera de la cara y la garganta, que siempre son negras y de la última mitad de su cola, que siempre es blanca. Resulta característico de la especie que no haya dos individuos con el mismo patrón de manchas. Las hembras suelen ser de un 3 a un 7% más pequeñas que los machos y es la única especie de cánido que posee cuatro dedos en los pies anteriores y posteriores. Puede llegar a medir hasta 75 cm de altura en la cruz y superar los 30 kg de peso. Los machos son más corpulentos que las hembras. Tienen grandes orejas redondeadas y enhiestas. Posee fuertes mandíbulas y su fórmula dental es la siguiente:{\displaystyle {\tfrac {3.1.4.2}{3.1.4.3}}\times 2=42}.
El perro salvaje africano es un animal muy social, que vive en manadas con jerarquías de dominio separadas para machos y hembras. Excepcionalmente entre los carnívoros sociales las hembras, en lugar de los machos, se dispersan del grupo natal una vez que alcanzan la madurez sexual. A las crías se les permite alimentarse primero de los cadáveres de sus presas. Los perros salvajes son cazadores diurnos especializados en la caza de antílopes, que capturan persiguiéndolos hasta el agotamiento. Como otros cánidos, el perro salvaje africano regurgita comida para sus crías, pero esta acción también se extiende a los adultos, hasta el punto de ser central en su vida social. Sus enemigos naturales son los leones y las hienas: los primeros matan a los cánidos siempre que les sea posible, mientras que las hienas son cleptoparásitos frecuentes.
Aunque no es tan prominente en el folclore o la cultura africana como otros carnívoros africanos, ha sido respetado en varias sociedades de cazadores-recolectores, en particular las de los egipcios predinásticos y el pueblo San.

## Historia taxonómica y evolutiva

### Taxonomía
La primera referencia escrita a la especie parece ser de Opiano de Anazarba, quien escribió sobre el thoa, un híbrido entre el lobo y el leopardo, que se parece al primero en forma y al segundo en color. En Collea rerum memorabilium de Cayo Julio Solino del siglo III d. C. describe un animal multicolor parecido a un lobo con una melena nativa de Etiopía.
La especie fue descrita científicamente por primera vez en 1820 por Coenraad Temminck, después de haber examinado un espécimen tomado de la costa de Mozambique. Llamó al animal Hyaena picta, clasificándolo erróneamente como una especie de hiena. Posteriormente fue reconocido como un cánido por Joshua Brookes en 1827, y lo rebautizó como Lycaon tricolor. La palabra raíz de Lycaon proviene del griego λυκαίος (lykaios), que significa "parecido a un lobo". El epíteto específico pictus (latín para "pintado"), que deriva de su forma original picta, fue puesta nuevamente de conformidad con las Normas Internacionales de Nomenclatura Taxonómica.
El paleontólogo George G. Simpson colocó al perro salvaje africano, el cuón (Cuon alpinus) y el perro venadero (Speothos venaticus) juntos en la subfamilia Simocyoninae sobre la base de que las tres especies tienen muelas carniceras igualmente mordaces. Esta agrupación fue cuestionada por Juliet Clutton-Brock, quien argumentó que, además de la dentición, existen muy pocas similitudes entre las tres especies para justificar su clasificación en una sola subfamilia.

### Evolución
El perro salvaje africano posee las adaptaciones más especializadas entre los cánidos para el color del pelaje, la dieta y para perseguir a su presa a través de su habilidad cursorial (correr). Posee un esqueleto elegante, y la pérdida del primer dedo de sus patas delanteras aumenta su paso y velocidad. Esta adaptación le permite perseguir presas a través de llanuras abiertas durante largas distancias. Los dientes tienen generalmente forma de muelas carniceras y sus premolares son los más grandes en relación con el tamaño corporal de cualquier carnívoro vivo, excepto la hiena manchada (Crocuta crocuta). En las muelas carniceras inferiores (primeras molares inferiores), el talónido ha evolucionado hasta convertirse en una cuchilla para cortar carne, con reducción o pérdida de los molares poscarnasiales. Esta adaptación también ocurre en otros dos hipercarnívoros: el cuón (Cuon alpinus) y el perro venadero (Speothos venaticus). El perro salvaje africano exhibe uno de los colores de pelaje más variados entre los mamíferos. Los individuos difieren en patrones y colores, lo que indica una diversidad de genes subyacentes. El propósito de estos patrones de pelaje puede ser una adaptación para la comunicación, el camuflaje o la regulación de la temperatura. En 2019, un estudio indicó que el linaje de lycaon divergió de Cuon y Canis hace un millón setecientos mil años a través de este conjunto de adaptaciones, y estas ocurrieron al mismo tiempo que los grandes ungulados (sus presas) se diversificaron.
El fósil de L. pictus más antiguo data de hace doscientos mil años y fue encontrado en la cueva HaYonim, Israel. La evolución del perro salvaje africano es poco conocida debido a la escasez de fósiles. Algunos autores consideran al extinto subgénero de Canis, Xenocyon como ancestral tanto del género Lycaon como del género Cuon, que vivió en Eurasia y África desde el Pleistoceno temprano hasta el Pleistoceno medio temprano. Otros proponen que Xenocyon debería ser reclasificado como Lycaon. La especie Canis (Xenocyon) falconeri compartía el primer metacarpiano ausente (rocío) del perro salvaje africano, aunque su dentición todavía estaba relativamente poco especializada. Esta conexión fue rechazada por un autor porque que a C. (X.) falconeri le faltara el metacarpiano era una mala indicación de la cercanía filogenética al perro salvaje africano y la dentición era demasiado diferente para implicar ascendencia.
Otro candidato ancestral es el  L. sekowei del Plio-Pleistoceno en Sudáfrica, basándose en distintas cúspides accesorias en sus premolares y caninos accesorios anteriores en sus premolares inferiores. Estas adaptaciones se encuentran solo en el género Lycaon, que muestra las mismas adaptaciones a una dieta hipercarnívora. L. sekowei aún no había perdido el primer metacarpiano ausente en L. pictus y era más robusto que las especies modernas, con dientes un 10% más grandes.

### Relación deLycaon pictusconCuon alpinus
En 2018, se utilizó la secuenciación del genoma completo para comparar al cuón (Cuon alpinus) con el perro salvaje. Había una fuerte evidencia de una antigua mezcla genética entre los dos. Hoy, sus rangos están alejados entre sí; sin embargo, durante la era del Pleistoceno, el cuón se podía encontrar tan al oeste como Europa. El estudio propone que la distribución del cuón pudo haber incluido alguna vez el Medio Oriente, desde donde pudo haberse mezclado con el perro de caza africano en el norte de África. Sin embargo, no hay evidencia de que el cuón haya existido en el Medio Oriente o África del Norte.

### Subespecies
Desde 2005 Mammal Species of the World (MSW) reconocen las siguientes subespecies:
- Lycaon pictus lupinus (Thomas, 1902)
- Lycaon pictus manguensis (Matschie, 1915)
- Lycaon pictus pictus (Temminck, 1820)
- Lycaon pictus sharicus (Thomas & Wroughton, 1907)
- Lycaon pictus somalicus (Thomas, 1904)

IUCN realizó una evaluación en el año 2012 sobre una población específica de Licaón en África del Norte:
- Licaón del África del Norte: Es una posible subespecie extinta o extremadamente rara de Lycaon pictus en África del Norte. Las poblaciones restantes pueden tener un alto valor de conservación, ya que es probable que sean genéticamente distintas de otras poblaciones de L. pictus.[23] Los únicos países del norte de África en el que todavía pueden persistir los perros salvajes africanos es en Argelia y en Chad, pero no hay información sobre su estado actual. Si persisten, parece haber pocas dudas de que el tamaño total de la subpoblación no supera los cincuenta individuos maduros.[24] Probablemente esté extinto en Mali y Nigeria, y se encuentra extinto en Egipto, Libia, Mauritania y Sudán.[24] IUCN clasifica a esta población como en especie en peligro crítico de extinción.[24] Los especímenes de Tanezrouft, Argelia, fueron indicados como una subespecie de Licaón del África del Norte, aunque posiblemente sea aplicable a la subespecie Lycaon pictus sharicus.[25]

Sin embargo, aunque la especie es genéticamente diversa, estas designaciones específicas no son universalmente aceptadas. Alguna vez se pensó que las poblaciones de perros salvajes de África Oriental y meridional eran genéticamente distintas, según un pequeño número de muestras. Estudios más recientes con un mayor número de muestras mostraron que en el pasado se ha producido una mezcla extensa entre las poblaciones de África oriental y de África meridional. Algunos alelos nucleares y mitocondriales únicos se encuentran en poblaciones de África meridional y del noreste de África, con una zona de transición que abarca Botsuana, Zimbabue y el sureste de Tanzania entre los dos. La población de perros salvajes de África occidental puede poseer un haplotipo único, por lo que posiblemente constituya una subespecie verdaderamente distinta.

## Comportamiento

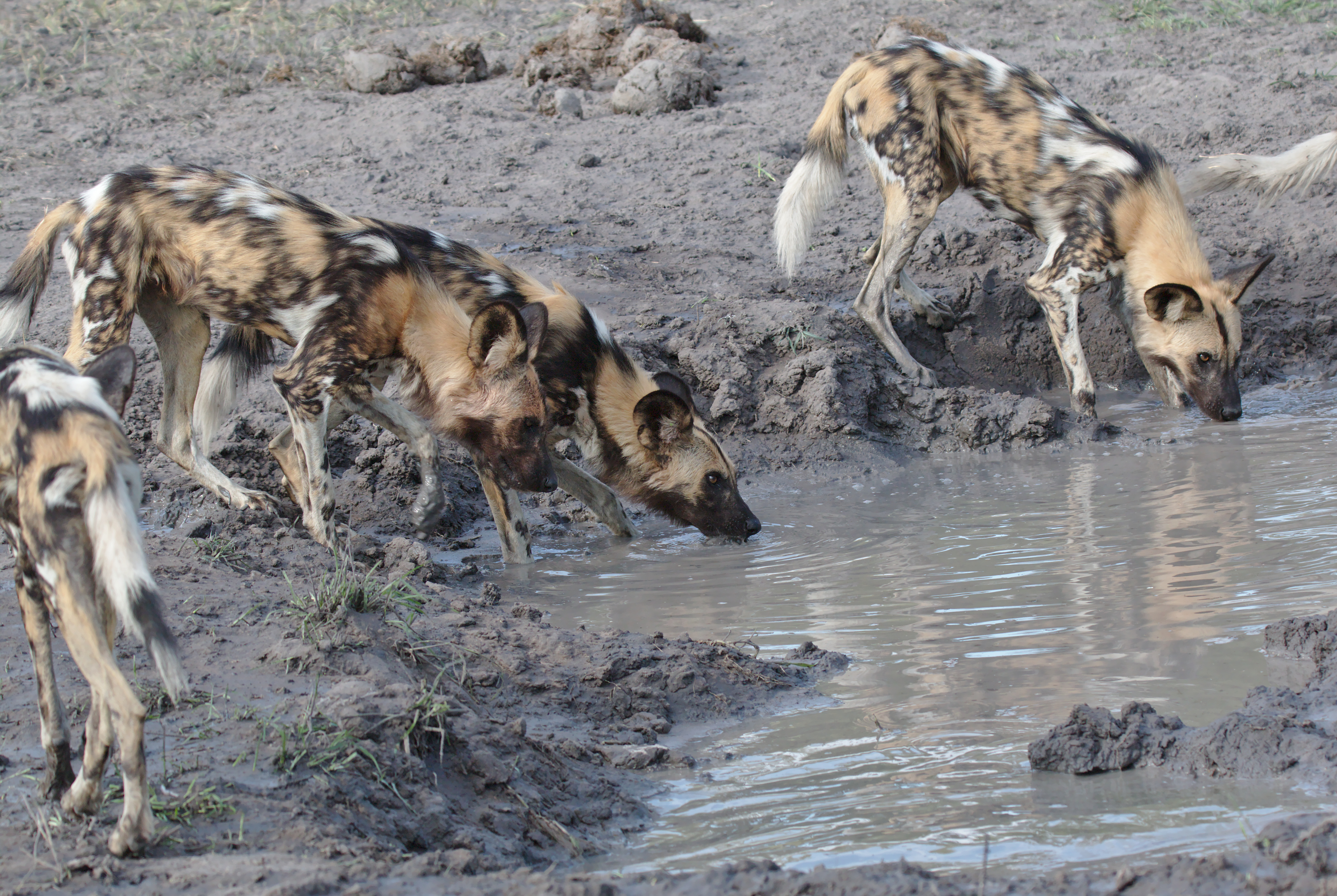
Manada bebiendo agua en el delta del Okavango

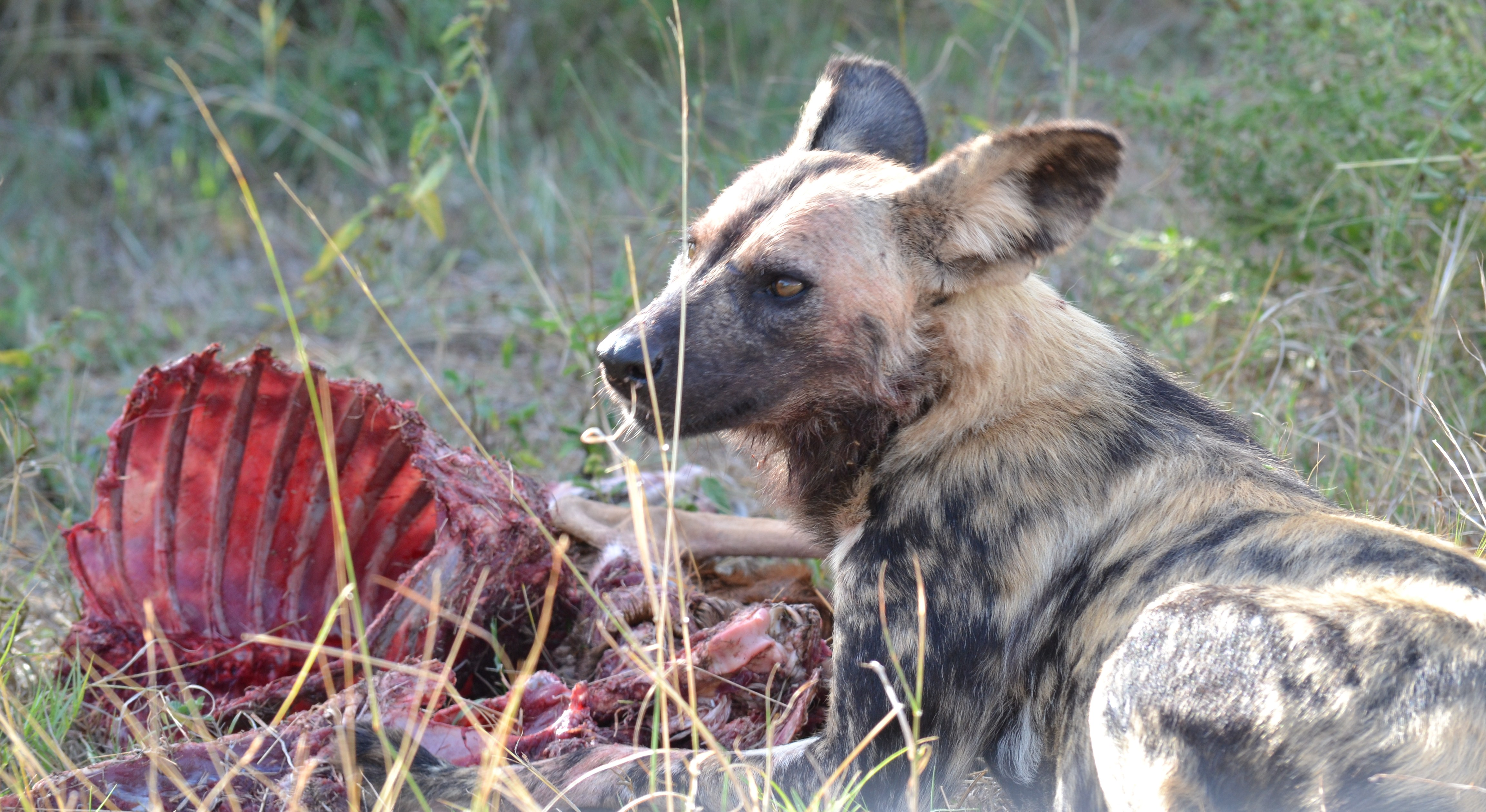
Perro salvaje africano con su presa en el parque nacional Kruger

Los licaones cazan en manadas. Es el mejor cazador del mundo con un porcentaje de éxito de entre un 70 y un 89 % según diversas fuentes: de diez cacerías hasta nueve se saldan con éxito. Junto al guepardo, son los únicos predadores de gran tamaño diurnos que habitan en África. Su presa preferida es el impala, así como otros ungulados similares de tamaño medio. Son conocidos por su resistencia y por ser astutos cazadores. Se les ha observado cazando presas por relevos, o incluso bloqueando una vía de escape potencial de una presa, a la que finalmente vencen por agotamiento. Emiten sonidos característicamente chillones o chirriantes, parecidos a los de un pájaro. Se ha observado que las poblaciones de esta especie en el delta del Okavango se reúnen antes de salir a cazar, no todas las reuniones dan como resultado una cacería, las cacerías se vuelven más probables cuando más de un licaón "estornuda". Estos estornudos se caracterizan por una exhalación corta y aguda a través de las fosas nasales. Cuando las parejas de apareamiento dominantes estornudan primero, es mucho más probable que el grupo salga a cazar. Si un licaón dominante inicia, alrededor de tres estornudos garantizan la salida. Cuando un licaón no dominante estornuda primero, se necesita que alrededor de unos diez miembros del grupo también estornuden para salir a cazar. Los investigadores afirman que los perros salvajes en Botsuana "usan una vocalización específica (el estornudo) junto con un mecanismo de respuesta variable en el proceso de toma de decisiones [para ir a cazar en un momento en particular]".
Aunque no es considerada una especie estrictamente territorial, sí que ocupan enormes áreas de campeo que pueden abarcar de 50 a 200 kilómetros cuadrados. Es frecuente que se solapen las áreas de campeo de diferentes manadas. Son normalmente esquivos, y a diferencia de otros cánidos, son extremadamente difíciles de domesticar.
El licaón tiene un complejo sistema social de tipo matriarcal. A menudo regurgitan comida para otros miembros de la manada: los individuos viejos, los cachorros o los jóvenes y los adultos que se han quedado cuidando de las crías durante las salidas de caza. El tamaño de sus manadas es muy variable, desde las formadas únicamente por los progenitores y su camada hasta agrupaciones de más de treinta individuos. El periodo de gestación oscila entre sesenta y tres y setenta y dos días y paren de cinco a ocho cachorros por camada.

## Población
Los perros salvajes africanos rara vez se observan, incluso cuando son relativamente comunes, y parece que las poblaciones siempre han existido en densidades muy bajas. Los perros salvajes africanos han desaparecido de gran parte de su área de distribución anterior. Su población se estima actualmente en aproximadamente 6.600 individuos adultos en treinta y nueve subpoblaciones, de las cuales solo 1400 son individuos maduros. El tamaño de la población continúa disminuyendo como resultado de la fragmentación constante del hábitat, el conflicto con las actividades humanas y las enfermedades infecciosas. Dada la incertidumbre que rodea a las estimaciones de la población y la tendencia de la especie a las fluctuaciones, las subpoblaciones más grandes bien podrían tener menos de 250 individuos maduros, por lo que se justifica la inclusión como especie en peligro de extinción.

### Proporción de individuos maduros
Calcular el número de “individuos maduros” es un desafío, porque los perros salvajes africanos son criadores cooperativos obligados: dentro de una manada, el macho y la hembra alfa son los padres de la mayoría de los cachorros supervivientes (Girman et al. 1997). Las Directrices para el usuario de la Lista Roja de la UICN (UICN 2010) definen a los individuos maduros como “individuos que se sabe, se estima o se infiere que son capaces de reproducirse”, pero no especifican el período de tiempo dentro del cual se considera posible la reproducción. Las pautas para el usuario continúan diciendo que “en muchos taxones hay un grupo de individuos no reproductivos (por ejemplo, suprimidos) que rápidamente se volverán reproductivos si un individuo maduro muere. Estos individuos pueden considerarse capaces de reproducirse”.
En los perros salvajes africanos, una alta proporción de individuos sufren de supresión reproductiva, pero estos animales no siempre se vuelven reproductivos "rápidamente" si un individuo alfa muere. En una manada madura, la mayoría de los miembros de la manada son descendientes del par alfa; para estos animales, la muerte de un alfa generalmente no abriría una oportunidad de reproducción porque no habría parejas no relacionadas disponibles dentro de la manada. La muerte de un alfa a menudo conduce a la desintegración de la manada, sin reproducción hasta que se forman nuevas manadas. Dadas estas complejidades, y de acuerdo con el espíritu de capturar una “instantánea” de las condiciones actuales, se ha optado por definir a los individuos maduros como aquellos considerados capaces de reproducirse dentro de la temporada de reproducción actual. El número de individuos maduros comprende, por tanto, el número de machos y hembras alfa y el número de animales subdominantes (es decir, no alfa) que se reproducen con éxito.
Las estimaciones aproximadamente dan iguales en número de machos alfa y hembras alfa. No se dispone de una estimación publicada de la proporción de adultos y de un año que se reproducen con éxito como subdominantes. Sin embargo, Girman et al. (1997) informan las proporciones de cachorros supervivientes con madres y / o padres subdominantes.
| Estructuras de manadas de perros salvajes africanos utilizadas en la estimación del número de individuos maduros | Estructuras de manadas de perros salvajes africanos utilizadas en la estimación del número de individuos maduros | Estructuras de manadas de perros salvajes africanos utilizadas en la estimación del número de individuos maduros | Estructuras de manadas de perros salvajes africanos utilizadas en la estimación del número de individuos maduros | Estructuras de manadas de perros salvajes africanos utilizadas en la estimación del número de individuos maduros |
| --- | --- | --- | --- | --- |
| | Tamaño de la manada para adultos y crías                                                                         | Proporción de machos adultos y crías                                                                             | Proporción de machos adultos y crías que son alfas                                                               | Proporción de hembras adultas y crías que son alfas                                                              |
| Media Ponderada                                                                                                  | 10,1 | 0,55 | 0,176 | 0,215 |

### Tamaño de la población actual
Se comprenden un total de treinta y nueve subpoblaciones distintas que se estima que varían en tamaño de dos a doscientos setenta y seis individuos maduros. Se han monitoreado sistemáticamente pocas subpoblaciones de perros salvajes y estas estimaciones están sujetas a una considerable imprecisión.
| Estimación de la población mundial de perros salvajes africanos desde 2012 | Estimación de la población mundial de perros salvajes africanos desde 2012 | Estimación de la población mundial de perros salvajes africanos desde 2012 |
| -------------------------------------------------------------------------- | -------------------------------------------------------------------------- | -------------------------------------------------------------------------- |
| Región                                                                     | Individuos adultos y crías                                                 | Individuos maduros                                                         |
| África Occidental                                                          | 70                                                                         | 15                                                                         |
| África Central                                                             | 291                                                                        | 61                                                                         |
| África Oriental                                                            | 3710                                                                       | 743                                                                        |
| África Austral                                                             | 2608                                                                       | 550                                                                        |
| Total                                                                      | 6679                                                                       | 1409                                                                       |

### Cambio en el tamaño de la población
Los datos sobre el tamaño de la población mundial anterior de los perros salvajes africanos se tomaron de Ginsberg y Woodroffe (1997). Pocas de estas estimaciones de población se basan en un seguimiento sistemático y todas deben considerarse con cautela. La evaluación de los cambios en el tamaño de la población se complica por el hecho de que en 1997 se disponía de un conjunto de datos menos completo que en 2012. Como resultado de estos datos mejorados, la estimación mundial del tamaño de la población de perros salvajes africanos es de hecho más alta para 2012 que para 1997. Sin embargo, esta diferencia refleja la mayor superficie encuestada en 2012.
| Cambio estimado en el número de perros salvajes africanos adultos y de un año entre 1997 y 2012 | Cambio estimado en el número de perros salvajes africanos adultos y de un año entre 1997 y 2012 |
| ----------------------------------------------------------------------------------------------- | ----------------------------------------------------------------------------------------------- |
| Región                                                                                          | Cambio estimado                                                                                 |
| África Occidental                                                                               | -50%                                                                                            |
| África Central                                                                                  | -26%                                                                                            |
| África Oriental                                                                                 | -3%                                                                                             |
| África Austral                                                                                  | -27%                                                                                            |
| Total                                                                                           | -17%                                                                                            |

### Causas del declive
Las causas del declive de los perros salvajes africanos se comprenden razonablemente bien e incluyen una sensibilidad extrema a la Fragmentación de hábitat como consecuencia de un comportamiento de amplio espectro, conflictos con el ganado y los criadores de caza, muertes accidentales por personas en trampas y accidentes de tráfico y enfermedades infecciosas. Todas estas causas están asociadas con la invasión humana del hábitat del perro salvaje africano y, como tal, no han cesado y es poco probable que sean reversibles en la mayor parte del rango histórico de la especie.

### Fluctuaciones en el tamaño de la población
Las poblaciones de perros salvajes africanos son propensas a marcadas fluctuaciones en una variedad de escalas temporales y geográficas que probablemente aumentarán los riesgos de extinción y socavarán la precisión de las estimaciones de población. A escala local, una combinación de alta mortalidad, alta fecundidad y dispersión por ambos sexos significa que el tamaño de la manada fluctúa sustancialmente en períodos cortos, aunque la fluctuación en el número de individuos maduros sería menos dramática. Debido a que los perros salvajes africanos son criadores estacionales en la mayor parte de su rango geográfico restante, las fluctuaciones pueden sincronizarse entre manadas.
Las mismas características demográficas (alta mortalidad, alta fecundidad y dispersión a larga distancia) también conducen a fluctuaciones en la escala de la población. Este patrón se ve aún más exagerado por la susceptibilidad de la especie a las enfermedades infecciosas que pueden causar una rápida extinción. Las extinciones locales no son infrecuentes y, a menudo, son rápidas e imprevistas.Hay datos de tres casos relativamente bien documentados de extinción local que involucran pequeñas subpoblaciones de perros salvajes afectadas por la rabia.
Se han documentado muertes similares en poblaciones más grandes de perros salvajes africanos. Por ejemplo, se ha informado que cinco de las doce manadas de estudio en Botsuana (Alexander et al. 2010) y tres de las ocho manadas de estudio en Kenia (Woodroffe 2011) murieron en períodos cortos de tiempo durante los brotes de enfermedades. Aunque estas poblaciones de estudio relativamente grandes se recuperaron, se estima que la mayoría de las subpoblaciones de perros salvajes africanos comprenden menos de veinte individuos maduros y podrían verse gravemente comprometidas por brotes de este tamaño.
A modo de comparación, en buenas condiciones, las poblaciones de perros salvajes africanos también pueden crecer con relativa rapidez. La capacidad de los perros salvajes africanos para la dispersión a muy larga distancia significa que las subpoblaciones a veces reaparecen inesperadamente y crecen rápidamente; los ejemplos incluyen recuperaciones naturales en los distritos de Samburu y Laikipia en Kenia (Woodroffe 2011), Savé Valley Conservancy en Zimbabue (Pole 2000) y el ecosistema de Serengeti en Tanzania (Marsden et al. 2011). Como ejemplo de la velocidad de recuperación, la subpoblación en el distrito de Laikipia, Kenia, creció de cero en 1999 a diecisiete adultos y añales en dos manadas en 2000, y en 2006 se había multiplicado por diez a ciento setenta adultos y añales (Woodroffe 2011).
Sobre la base de esta evidencia, se llegó a la conclusión de que los perros salvajes africanos muestran fluctuaciones sustanciales de la población, pero es posible que no experimenten fluctuaciones extremas en el tamaño de la subpoblación como se describe en las pautas de la Lista Roja. No obstante, las fluctuaciones sustanciales que se producen contribuyen a aumentar la incertidumbre sobre el tamaño de las subpoblaciones.

## Distribución
Los perros salvajes africanos alguna vez se extendieron por gran parte del África subsahariana, y solo estaban ausentes en las regiones desérticas más secas y los bosques de tierras bajas. La especie ha sido exterminada en gran parte en el norte y oeste de África, y se ha reducido considerablemente en número en África Central y noreste de África. La mayoría de la población de la especie ahora se encuentra en el sur de África y el sur de África Oriental; más específicamente en países como Botsuana, Namibia y Zimbabue. Sin embargo, es difícil rastrear dónde están y cuántos hay debido a la pérdida de hábitat.

### África del Norte
La especie es muy rara en África del Norte, y las poblaciones restantes pueden tener un alto valor de conservación, ya que es probable que sean genéticamente distintas de otras poblaciones de L. pictus.
- Argelia: Aunque históricamente presente, L. pictus probablemente se haya extinguido localmente, aunque puede existir como una población relicta en el sur. A partir de 1997, los únicos informes recientes provienen de las montañas Teffedest. La especie estuvo una vez en las montañas Mouydir Arah, pero ha desaparecido, probablemente debido a la captura y el envenenamiento por miembros de la tribu Tuareg. El último avistamiento en el parque nacional Ahaggar fue en 1989.[23]
- Mauritania: Probablemente no se encuentre presente. En 1992, los cazadores de la zona costera del Sahara Occidental describieron un perro salvaje, aunque no se ha confirmado la identidad de este animal. Habían visto uno treinta años antes.[23]

### África Occidental
A la especie le está yendo mal en la mayor parte de África Occidental, y la única población potencialmente viable se encuentra en el parque nacional Niokolo-Koba de Senegal. Los perros salvajes africanos se ven ocasionalmente en otras partes de Senegal, así como en Guinea y Malí. Los datos históricos indican que los perros salvajes africanos se distribuían anteriormente por todo el África subsahariana, desde el desierto hasta las cumbres de las montañas, y probablemente estaban ausentes solo en la selva baja y el desierto más seco. Han desaparecido de gran parte de su área de distribución anterior. La especie está prácticamente erradicada de África Occidental y sobrevive solo en Senegal y en el Complejo W de áreas protegidas en Benín, Burkina Faso y Níger.
- Benín: Es muy probable que L. pictus se haya extinguido localmente, y una encuesta realizada en 1990 indica que los lugareños pensaban que la supervivencia continua de la especie en el país era extremadamente improbable. Parc W podría albergar las poblaciones restantes de L. pictus del país, aunque en 1988 se las consideró en declive o localmente extintas. Puede ocurrir en números decrecientes en el parque nacional del Pendjari.[23]
- Burkina Faso: Es probable que L. pictus se haya extinguido localmente y la pobreza generalizada impide la protección efectiva de la vida silvestre, a pesar del estatus legal protegido de la especie. Los últimos avistamientos del animal ocurrieron en 1985 en el Nazinga Game Ranch. Todavía puede ocurrir en el parque nacional de Arli y la provincia de Comoé, pero en pocas cantidades.[23]
- Costa de Marfil: Se han realizado muy pocos avistamientos y la mayoría del público no ha oído hablar de la especie. Además, su estatus legal es 'nocivo'. La especie todavía puede encontrarse en el parque nacional del Comoé (donde fue avistada por última vez a fines de la década de 1980) y en el parque nacional de Marahoué (donde ocurrieron los últimos avistamientos durante la década de 1970).[23]
- Gambia: El avistamiento más reciente ocurrió en 1995, en la frontera norte con Senegal. Puede haber una pequeña población en la zona fronteriza con Senegal.[23]
- Ghana: Aunque L. pictus está protegido legalmente, probablemente esté extinto localmente, ya que la caza furtiva es desenfrenada y las actitudes tradicionales hacia los depredadores son hostiles. Aunque no se han hecho avistamientos recientes, la especie aún puede ocurrir en el parque nacional Bui y en el parque nacional Digya. Los cazadores han informado de la presencia de L. pictus en el parque nacional Kyabobo, aunque la especie probablemente sea rara allí.[23]
- Guinea: Aunque protegido, las perspectivas para L. pictus en Guinea son malas. La especie puede encontrarse en el parque nacional de Badiar, ya que el parque está adyacente al parque nacional Niokolo-Koba de Senegal, donde ocurre L. pictus. Los informes más recientes de la especie incluyen un avistamiento en 1991 a lo largo del río Sankarani y la muerte de tres vacas en 1996 en Ndama Fôret Clasée.[23]
- Liberia: El folclore liberiano no menciona L. pictus, lo que indica que la especie probablemente nunca ha sido común en la zona. Es posible que la especie haya habitado alguna vez el norte, pero es casi seguro que ahora es rara allí.[23]
- Malí: Aunque una vez estuvo muy extendido, L. pictus ahora es extremadamente raro en Malí. Aunque fue avistada en el Forêt Classée de la Faya en 1959, la especie estuvo notablemente ausente durante una prospección terrestre en la década de 1980. La especie todavía puede encontrarse en el sur y oeste del país en las regiones fronterizas con Senegal y Guinea.[23]
- Níger: Es casi seguro que la especie se haya extinguido localmente, habiendo sido objeto de una campaña de exterminio durante la década de 1960. Aunque protegidos legalmente, los guardias de caza todavía disparaban a especímenes de L. pictus en 1979. Incluso si todavía están presentes, las posibilidades de supervivencia de la especie siguen siendo bajas, debido a las sequías regulares y la pérdida de presas naturales. L. pictus todavía puede estar presente en cantidades reducidas en el Parc W, en el extremo norte y la región de Sirba.[23]
- Nigeria: Aunque protegido legalmente, no hay poblaciones de L. pictus residentes en Nigeria, aunque ocasionalmente aparecen individuos vagabundeando de países vecinos. Los factores que inhiben la recuperación de la especie incluyen la falta de protección efectiva y la drástica reducción de sus presas. L. pictus todavía puede persistir en cantidades reducidas en el parque nacional de Gashaka Gumti, que está bastante cerca del parque nacional de Faro de Camerún, donde la especie todavía se encuentra, aunque no se hicieron avistamientos en el periodo de 1982 a 1986. L. pictus se informa ocasionalmente en el parque nacional de la Cuenca del Chad, y el avistamiento más reciente ocurrió en 1995. Es probable que esté localmente extinto en el parque nacional de Kainji y la Reserva de Caza Borgu, ya que la caza furtiva es intensa y la especie no ha sido avistada desde la década de 1980. También está extinto en el parque nacional Yankari, y el último avistamiento tuvo lugar en 1978. Un avistamiento confirmado de un individuo solitario ocurrió en 1991 en la Reserva de Caza Lame Burra.[23]
- Senegal: Aunque solo está parcialmente protegido, L. pictus ha aumentado en número desde la década de 1990 en y alrededor del parque nacional Niokolo-Koba, por lo que Senegal es la mejor esperanza para la especie en África Occidental. L. pictus está presente en cantidades cada vez mayores en el parque nacional Niokolo-Koba y sus alrededores. La población del parque se estimó en 50-100 especímenes en 1997. Esta población es monitoreada y estudiada por el Grupo de Especialistas en Cánidos de la UICN, junto con el Fondo Licaone de Senegal. En otros lugares, L. pictus es raro o está extinto.[23] De 2011 a 2013, los conservacionistas documentaron la existencia continua de perros salvajes en el parque nacional Niokolo Koba en Senegal con fotos y huellas de perros salvajes.[30]
- Sierra Leona: Es casi seguro que la especie esté extinta en Sierra Leona. Es posible que L. pictus haya estado alguna vez presente en las áreas de bosques y sabanas del norte, ya que los nativos allí tienen nombres para la especie, y algunos avistamientos no confirmados se hicieron en la década de 1980. Una pequeña población puede habitar el parque nacional de Outamba-Kilimi, aunque solo se ha registrado un avistamiento no confirmado.[23]
- Togo: A pesar de recibir protección parcial, L. pictus probablemente se haya extinguido y el país carece gravemente de especies de presa. Puede ocurrir en el parque nacional de Fazao Malfakassa, aunque en muy pocas cantidades. Existen rumores de que algunas pequeñas manadas de L. pictus se refugian en cuevas en las laderas de las montañas de Mazala, Kpeya y Kbidi.[23]

### África Central
A la especie le está yendo mal en África Central, siendo clasificado como en peligro crítico. Está extinta en Gabón, la República Democrática del Congo y la República del Congo. Las únicas poblaciones viables se encuentran en la República Centroafricana, Chad y especialmente Camerún. Históricamente, Lycaon pictus sharicus vivió en el norte del República del Congo, Chad, la República Centroafricana, Níger, sur de Argelia, Libia y este de Sudán.
- Camerún: El estado del perro salvaje africano en Camerún es incierto, aunque hay tres manadas en el norte del país, lo que lo convierte en el único refugio posible para la especie en África central, junto con los presentes en la República Centroafricana y el sur de Chad. Históricamente, la mayoría de los esfuerzos de conservación se dirigieron a las reservas de la selva tropical, donde no se encuentra el perro salvaje africano, aunque los esfuerzos en la década de 1990 buscaron corregir esto. Sin embargo, las actitudes hacia la especie siguen siendo negativas, con veinticinco especímenes muertos por cazadores profesionales en el norte de Camerún en 1991-1992, con una cuota del gobierno de sesenta y cinco especímenes durante la temporada de caza de diciembre de 1995 a mayo de 1996. La especie todavía se avista regularmente en el parque nacional del Faro y sus alrededores, donde se registraron cuatro manadas en 1997. Está presente en menor número en el parque nacional de Bénoué, habiendo ocurrido varios avistamientos en 1989 en el área entre los dos parques. El perro salvaje africano fue avistado varias veces en el parque nacional de Boubandjida y sus alrededores en 1993.[23] Un estudio reciente de 2012 en el Complejo Benoue en el norte de Camerún no encontró ningún perro salvaje presente.[32]
- Chad: No se han dado otros informes recientes sobre el perro salvaje africano en Chad, y se desconoce su estatus legal. La parte sur del país puede formar un vínculo importante entre las poblaciones de perros salvajes africanos en Camerún y la República Centroafricana. La especie ya se consideraba rara en la Reserva de Fauna Ouadi Rimé-Ouadi Achim durante la década de 1980 y no se ha avistado desde entonces. Se considera extinto en la Reserva de Fauna de Bahr Salamat. Ningún registro reciente ha colocado a la especie en el parque nacional de Manda y la Reserva de Fauna Siniaka-Minia, aunque alguna vez ocurrieron en cantidades razonables durante la década de 1980.[23]
- Gabón: El perro salvaje africano probablemente está extirpado. Aparentemente, la especie estuvo una vez presente en el parque nacional Petit Loango, pero no se ha avistado en años. Una jauría de siete perros de Port Lympne Wild Animal Park se reintroducirá en el Parc de la Lékédi, donde fueron vistos por última vez hace más de 25 años, en diciembre de 2019.[23]
- Guinea Ecuatorial: La especie está extinta en Guinea Ecuatorial. No existen registros de la especie en la isla de Bioko y Río Muni.[23]
- República Centroafricana: Aunque se le brinda protección legal total, la población de perros salvajes africanos de RCA tiene un futuro incierto, aunque no está lejos de la población más grande de Camerún. Es raro en el parque nacional del Manovo-Gounda St. Floris, con avistamientos que se han reportado tan recientemente como 1992. Se informó que alguna vez fue común en el parque nacional de Bamingui-Bangoran durante la década de 1980, aunque solo hubo dos avistamientos en 1988 y 1990.[23] Se han documentado perros salvajes africanos en el sur de la República Centroafricana en la cuenca de drenaje de Chinko-Mbari en 2013.[33] Entre 2012 y 2017, las poblaciones de perros salvajes en la RCA disminuyeron debido a la matanza directa de los pastores.[34]
- República del Congo: Aunque se le brinda protección legal total, el perro salvaje africano no ha sido avistado en la República del Congo desde la década de 1970. La especie pudo haber habitado alguna vez el parque nacional Odzala, aunque se encontraba principalmente en áreas desprotegidas, donde se alimentaba de ganado y posteriormente fue exterminada por los pastores locales.[23]
- República Democrática del Congo: Aunque la República Democrática del Congo alguna vez tuvo una población saludable de perros salvajes africanos, probablemente haya sido extirpada a fines de la década de 1990. El avistamiento más reciente ocurrió en 1986 en el parque nacional Upemba.[23]

### África Oriental
El rango de distribución del perro salvaje africano en el Este de África es irregular, ya que ha sido erradicado en Uganda y gran parte de Kenia. Una pequeña población ocupa un área que abarca el sur de Etiopía, Sudán del Sur, el norte de Kenia y probablemente el norte de Uganda. La especie todavía puede encontrarse en pequeñas cantidades en el sur de Somalia y es casi seguro que está extinta en Ruanda, Burundi y Eritrea. Sin embargo, sigue siendo algo numeroso en el sur de Tanzania, particularmente en la Reserva de caza Selous y el parque nacional de Mikumi, los cuales están ocupados por lo que podría ser la mayor población de perros salvajes africanos de África.
- Burundi: Declarada extinta en 1976. No se han realizado informes en las grandes áreas protegidas del parque nacional de Kibira y del parque nacional de Ruvubu y las áreas restantes son demasiado pequeñas para sustentar la especie.[23]
- Eritrea: Los informes de principios de la década de 1900 indican que la especie alguna vez ocurrió en algunas áreas remotas, incluida la futura Reserva de Vida Silvestre Yob, pero sin informes recientes.[23]
- Etiopía: El perro salvaje africano es raro en Etiopía, a pesar de la protección legal total y los esfuerzos del gobierno por fortalecer su red de áreas protegidas. La especie ha sido extirpada en tres parques nacionales, aunque todavía se encuentra en el sur del país. La especie se registró una vez en el parque nacional Gambela y sus alrededores, aunque el último avistamiento ocurrió en 1987. Se la avista con frecuencia en el parque nacional de Omo y en el parque nacional de Mago, y el avistamiento más reciente en el primero ocurrió en 1995. Entre 1992 y 1993, se estima que uno o dos manadas estaban en Omo y hasta cinco en Mago. Ocasionalmente ocurre en el parque nacional de las Montañas Bale, aunque se ve obstaculizado por la rabia y la persecución de los pastores. También se han producido avistamientos esporádicos en el parque nacional de Awash y en el parque nacional de Nechisar. Se avistaron tres especímenes en el Santuario de Vida Silvestre de Yabelo en 1996. Fuera de las áreas protegidas, la especie ha sido reportada en Jijiga y en Filtu.[23]
- Kenia: Aunque está muy extendido, el perro salvaje africano recibe solo protección legal parcial y se encuentra principalmente en áreas no protegidas, sin altas densidades de población. El número de perros salvajes africanos ha disminuido y se ha extinguido localmente en muchas áreas, con solo quince manadas en todo el país en 1997. Las actitudes locales hacia la subespecie son pobres y con frecuencia se le dispara en áreas ganaderas. Ocasionalmente se lo avista en la parte sur del parque nacional del Lago Turkana y en el condado de Turkana circundante. A veces, se avistan individuos vagabundos en la frontera con Sudán, así como en el noreste, alrededor de Mandera, el condado de Wajir y el parque nacional de Marsabit. Rara vez se encuentran en la Reserva nacional de Samburu y han estado ausentes en la Reserva Nacional de Buffalo Springs desde mediados de la década de 1980. Se observó dos veces en 1982 y 1983 en el parque nacional Kora. Ahora está ausente en el monte Kenia, aunque, según se informa, era común en la década de 1950. Probablemente esté extinto en el parque nacional del Lago Nakuru y una valla erigida alrededor del parque para proteger a los rinocerontes evita que la especie vuelva a colonizar el área. Fue avistado dos veces fuera del parque nacional de Nairobi, aunque regularmente se le dispara y se atrapa allí. La especie desapareció de Masái Mara en 1991 después de un brote de enfermedad. Es posible que todavía esté presente en los parques nacionales de la provincia del Valle del Rift y parque nacional de Tsavo East y parque nacional de Tsavo West. Todavía está presente en pequeñas cantidades en el Condado de Lamu, pero está disminuyendo en la reserva nacional de Dodori y puede estar ausente en la reserva de primates del río Tana. Algunas manadas estuvieron presentes en Condado de Laikipia hasta 2017, cuando la invasión ilegal generalizada de los pastores de ganado provocó que los animales fueran disparados o afectados por enfermedades introducidas por perros domésticos. Ahora se cree que está ausente en la región, excepto quizás algunos individuos.[23]
- Ruanda: Aunque protegido legalmente, el perro salvaje africano está extinto en Ruanda, probablemente debido a un brote de enfermedad. La población humana excesivamente alta de la Ruanda moderna hace que el país no sea adecuado para una futura recolonización y un proyecto de reintroducción en 1989 se vio frustrado por el inicio de la Guerra civil ruandesa. La especie una vez se produjo en grandes cantidades en el parque nacional de Akagera, hasta el punto de ser conocido como Le Parc aux Lycaons. Un brote de enfermedad acabó con esta población entre 1983 y 1984.[23]
- Somalia: La guerra civil somalí en curso ha hecho que la perspectiva del perro salvaje africano sea muy pobre en el país, con la deforestación, la caza furtiva, la sequía y el sobrepastoreo impidiendo que la especie se recupere, a pesar de que está protegida legalmente. La especie aún puede estar presente en el norte, aunque el último avistamiento ocurrió en 1982. Alguna vez fue común en el distrito de Buloburde antes de finales de la década de 1970. Una población probablemente en declive puede ocurrir cerca del río Juba. En 1994 se avistó una manada en el parque nacional Lag Badana, que puede ser el mejor bastión de la especie en Somalia.[23] Ocurrieron avistamientos recientes del perro salvaje africano en 2015 y 2016 en Istanbuul-Kudaayo y Manaranni-Odow, y durante la temporada de lluvias en Hola, Wajir, Yamani y Manarani.[35]
- Sudán: Como ocurrierón con todos los grandes carnívoros, las poblaciones de perros salvajes africanos disminuyeron drásticamente durante la segunda guerra civil sudanesa, aunque se han producido avistamientos en Sudán del Sur. La especie alguna vez ocurrió en el Sudd, aunque faltan actualizaciones y no se le otorga ninguna protección legal en el área. Puede estar presente en Bangagai Game Reserve. Se avistó una manada en 1995 en el parque nacional Dinder.[23]
- Sudán del Sur: En abril de 2020, perros salvajes africanos fueron fotografiados en el parque nacional del Sur de Sudán del Sur con cámaras trampa.[23]
- Tanzania: Las perspectivas en Tanzania son buenas para el perro salvaje africano, ya que el gobierno impuso una moratoria sobre toda la caza de la especie y recibe protección legal completa. Aunque es raro en el norte, el sur ofrece un hábitat ideal, ya que las grandes poblaciones de glossina impiden la colonización humana generalizada. La Reserva de caza Selous y probablemente el parque nacional Ruaha representan los mejores baluartes de la especie en toda África. La especie es común en la Reserva de Caza de Selous, donde se estimaron alrededor de ochocientos ochenta especímenes adultos en 1997. También está presente en el vecino parque nacional de Mikumi y ha sido avistada en otras áreas cercanas[cita requerida]. Es posible que el perro salvaje africano ya no se encuentre en el parque nacional Serengueti, con sólo treinta y cuatro individuos contabilizados a finales de 1990. Ocasionalmente se le ve en el parque nacional del Kilimanjaro y en el parque nacional Arusha.[23]
- Uganda: Es poco probable que Uganda tenga una población residente de perros salvajes africanos, ya que la especie fue fuertemente perseguida después de una directiva de 1955 para dispararle a la vista. Los especímenes vagabundos ingresan ocasionalmente al país a través de Tanzania y Sudán del Sur. Una encuesta realizada en 1982-1992 mostró que la especie probablemente fue extirpada en Uganda,[¿cuál?] aunque los avistamientos en algunas áreas dispersas pueden indicar que el perro salvaje africano está recolonizando el país. En 1994 se avistaron individuos solitarios y manadas pequeñas en el parque nacional de las Cataratas Murchison y varias veces en el Área de Caza Controlada del Norte de Karamoja.[23]
- Yibuti: Sin datos. Es poco probable que la única área protegida, el parque nacional del Bosque de Day, albergue la especie.[23]

### África Austral
El Sur de África contiene numerosas poblaciones viables de perros salvajes africanos, una de las cuales abarca el norte de Botsuana, el noreste de Namibia y el oeste de Zimbabue. En Sudáfrica, se encuentran alrededor de cuatrocientos especímenes en el parque nacional Kruger del país. Zambia tiene dos grandes poblaciones, una en el parque nacional Kafue y otra en el Valle de Luangwa. Sin embargo, la especie es rara en Malaui y probablemente esté extinta en Mozambique.
- Angola: Aunque el perro salvaje africano está protegido legalmente, la guerra civil angoleña impidió la recopilación de datos y solo ha habido unos pocos informes de la especie desde 1990. La especie se encontró una vez en las áreas protegidas de Angola, aunque entró en declive a mediados de 1970. Todavía puede ocurrir en la provincia de Cuando Cubango, donde pueden llegar vagabundos de Zambia y Namibia, aunque la población probablemente sea inviable.[23] En 2020, los investigadores encontraron evidencia inequívoca de que los perros salvajes residen y se reproducen en el parque nacional del Bicuar y están presentes (pero posiblemente solo de manera transitoria) en la provincia occidental de Cuando Cubango.[36]
- Botsuana: Las perspectivas de la especie en Botsuana son esperanzadoras, ya que el norte del país probablemente alberga las mayores poblaciones de perros salvajes africanos en África. Sin embargo, recibe solo una protección parcial y los agricultores pueden dispararle en defensa del ganado. El bastión más importante de la especie en Botsuana es en el distrito Noroeste, que incluye el delta del Okavango, la Reserva de caza Moremi y el parque nacional de Chobe. En 1997, se estimaron en la zona al menos cuarenta y dos manadas que contenían entre cuatrocientos cincuenta y quinientos individuos. L. pictus es escasa en otros lugares.[23]
- Malaui: Aunque es raro, el perro salvaje africano está protegido legalmente y solo puede ser capturado por cazadores gubernamentales y ciudadanos privados con permisos ministeriales. En la década de 1990, fue avistado regularmente en el parque nacional Kasungu. La especie se informó regularmente en el parque nacional Kasungu en la década de 1990, donde hubo dieciocho avistamientos solo en 1991. Ocurre en cantidades reducidas en el parque nacional de Nyika y la Reserva de Vida Silvestre Mwabvi.[23]
- Mozambique: Las perspectivas del perro salvaje africano en Mozambique son malas. La especie experimentó una rápida reducción en número después de la guerra de Independencia de Mozambique en 1975, llegando al borde de la extinción en 1986. Sin embargo, ingresa regularmente al país a través del parque nacional Kruger en la vecina Sudáfrica. El perro salvaje africano estuvo una vez ampliamente distribuido en las áreas remotas y protegidas del país, aunque fue declarado extinto en el oeste de la provincia de Manica, en peligro en la Provincia de Tete y en la Provincia de Zambezia y extinto en la Provincia de Nampula. La especie todavía existía en las regiones del río Ruvuma y del río Lugenda en 1986 y se avistó una manada con crías en el embalse de Cahora Bassa en 1996.[23] En 2018, catorce individuos de Sudáfrica fueron reintroducidos en el parque nacional de Gorongosa.[37][38]
- Namibia: Aunque perseguida fuertemente por los agricultores en todo el país, la especie tiene protección legal total y le va bien en la parte noreste del país. La especie está restringida al noreste, estando extinta en otros lugares. La población del noreste probablemente esté relacionada con la del norte de Botsuana.[23]
- Sudáfrica: La población de L. pictus de Sudáfrica figura como 'especialmente protegida' en el Libro Rojo de Datos de Sudáfrica y tiene un bastión en el parque nacional Kruger, que albergaba entre trescientos cincuenta y cuatrocientos especímenes a mediados de la década de 1990. Ha habido varios intentos de reintroducir la especie en otros lugares, aunque solo dos de estos intentos resultaron exitosos y las poblaciones resultantes no fueron lo suficientemente grandes como para ser viables. La especie se encuentra en tres regiones: en la provincia Cabo del Norte, el parque nacional Kruger y en la provincia de KwaZulu-Natal. La población de Kruger ronda los trescientos setenta y cinco a cuatrocientos cincuenta ejemplares, aunque se enfrentan a la presión de los leones y las hienas manchadas y, a veces, se les dispara o atrapa fuera de los límites del parque. Se liberaron seis especímenes en la reserva de caza Madikwe durante la década de 1990, aunque la reserva es demasiado pequeña para sostener una gran población. En la Provincia de KwaZulu-Natal, la especie está presente en el parque Hluhluwe-Imfolozi, donde fue reintroducida a principios de la década de 1980. Esta población ha fluctuado desde la reintroducción y las actitudes locales hacia ella varían de hostiles a favorables.[23]
- Suazilandia: Parece que no hay población residente en el país. El perro salvaje africano solo ha sido avistado una vez, cuando se observó que una manada mataba un blesbok en diciembre de 1992, permaneciendo en la zona durante dos semanas antes de desaparecer.[23]
- Zambia: Aunque alguna vez fue perseguida de forma extensiva, la especie tiene protección legal total en Zambia y solo se puede cazar después de comprar una licencia costosa del ministro de Turismo. L. pictus sigue estando muy extendido y se encuentra en la mayoría de las áreas protegidas, que son grandes y contienen hábitats y presas adecuados. Sin embargo, las poblaciones han disminuido desde 1990. La especie estaba presente en cantidades decrecientes en el parque nacional Lusenga Plain en 1988 y no se ha reportado allí desde entonces. Se han producido avistamientos en el parque nacional de Nsumbu, donde es probable que la especie esté disminuyendo debido a enfermedades. Se registraron pequeñas cantidades en el parque nacional North Luangwa en 1994 y ocasionalmente se ven en las áreas adyacentes de gestión de caza de Musalangu y Lumimba. A menudo se ve en el parque nacional South Luangwa, donde anteriormente estaba disminuyendo debido a un brote de ántrax. También ocurren avistamientos ocasionales en el Área de Manejo de Caza Lupande, el parque nacional de Luambe, el parque nacional de Lukusuzi y el parque nacional del Bajo Zambezi.[23]
- Zimbabue: Zimbabue tiene poblaciones viables de perros salvajes africanos, que se estimó que consistían entre trescientos diez y cuatrocientos treinta individuos en 1985. La población aumentó durante la década de 1990, y en el periodo 1990-1992 se estimó que la población estaba compuesta entre cuatrocientos a seiscientos animales. La especie está protegida legalmente y solo se puede cazar con un permiso, que solo se otorgó una vez entre 1986 y 1992. La mayor parte de la población de perros salvajes africanos en Zimbabue vive en el parque nacional Hwange y sus alrededores, incluido el parque nacional de las Cataratas Victoria, Matetsi y Deka Safari Areas y parque nacional de Kazuma Pan. En conjunto, estas áreas contienen un estimado de treinta y cinco manadas compuestos por doscientos cincuenta a trescientos individuos.[23]

## Amenazas

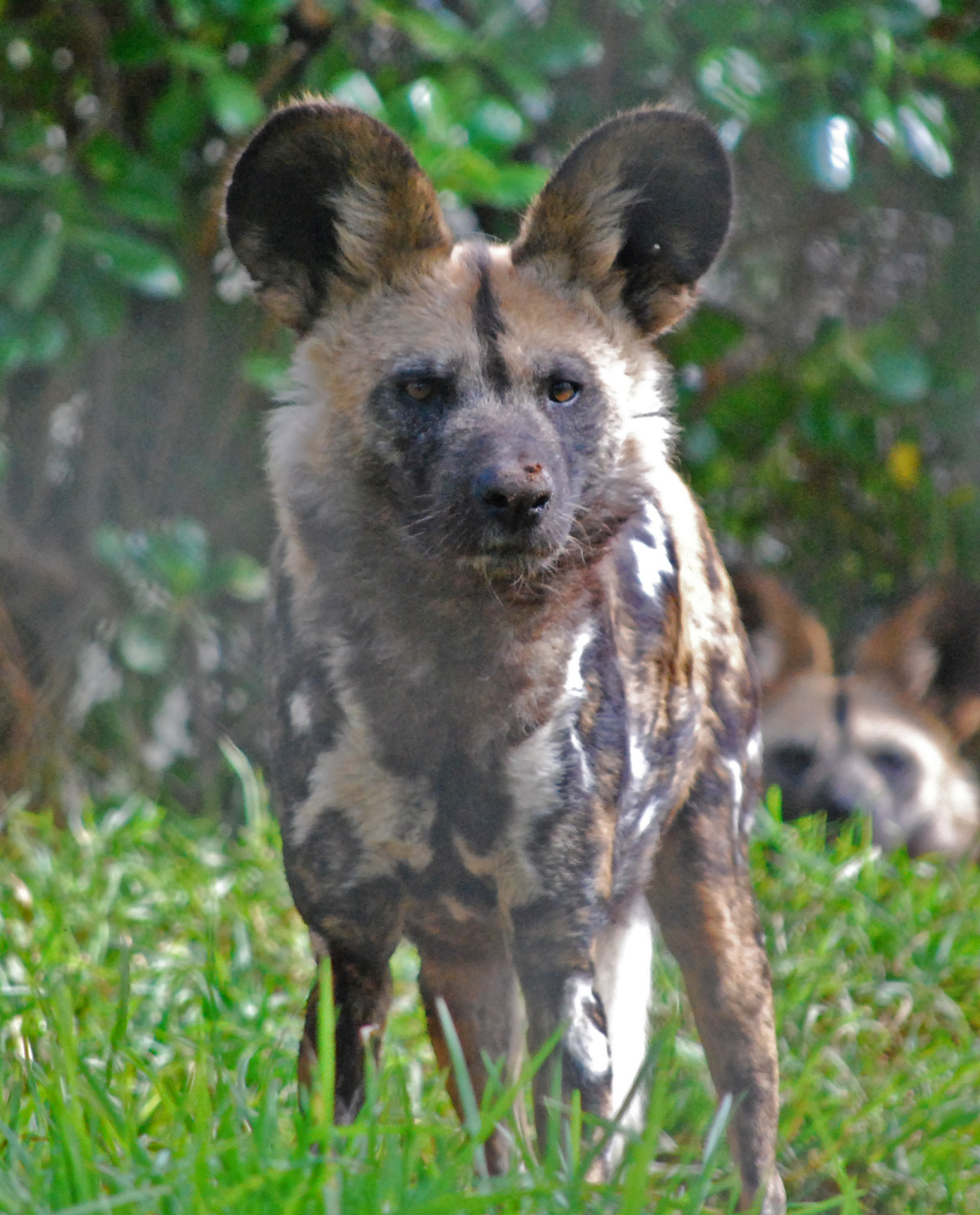
Un licaón mostrando sus características orejas redondeadas.

El licaón se encuentra catalogado dentro de las Lista Roja de la Unión Internacional para la Conservación de la Naturaleza como "especie en peligro de extinción". Se estima que alrededor de seis mil seiscientos adultos, incluidos 1400 individuos maduros, viven en treinta y nueve poblaciones que se encuentran amenazadas por la persecución directa del ser humano, la transformación y fragmentación de hábitat y la propagación de enfermedades infecciosas como la rabia, muchas veces transmitidas por perros domésticos y asilvestrados. Además, su tamaño relativamente pequeño los hace vulnerables a la depredación por león, hienas, cocodrilos y leopardo raramente, especialmente en el caso de manadas reducidas. Se calcula que en el año 2007 quedan menos de seis mil individuos repartidos por una serie de enclaves a lo largo y ancho del África subsahariana, ocupando una reducida porción de su área histórica de distribución.Los leones parecen ser determinantes en la disminución de los licaones, observándose un descenso en su población a medida que la población de leones florecía gracias a la abundancia de ñúes. De este modo, de 50 licaones reportados en el parque Serengueti, solo pequeñas poblaciones testimoniales sobrevivían en los límites del parque en 1992. En conclusión, se estima que los leones mataron hasta un 32% de los cánidos. La depredación de los leones, sumada a epidemias de moquillo y rabia supusieron el declive de sus poblaciones hasta la práctica desaparición. Los perros sobrevivían tan solo en los bordes del parque. Parte de la solución es ampliar los límites de las reservas para facilitar la convivencia.
La principal amenaza para los perros salvajes africanos es la fragmentación de hábitat, que aumenta su contacto con las personas y los animales domésticos, lo que resulta en un conflicto entre los seres humanos y la vida silvestre y la transmisión de enfermedades infecciosas. El importante papel que desempeña la mortalidad inducida por el hombre tiene dos implicaciones a largo plazo. Primero, hace que sea probable que, fuera de las áreas protegidas, los perros salvajes africanos no puedan coexistir con poblaciones humanas en aumento a menos que se implementen planes de uso de la tierra y otras acciones de conservación. En segundo lugar, el comportamiento de alcance de los perros salvajes africanos conduce a un "efecto de borde" muy sustancial, incluso en grandes reservas. La geometría simple dicta que una reserva de 5000 km² no contiene ningún punto a más de 40 km de sus fronteras, una distancia dentro del rango de distancias recorridas por una manada de perros salvajes africanos en su comportamiento de rango habitual. Por lo tanto, desde la perspectiva de un perro salvaje africano, una reserva de este tamaño (bastante grande para la mayoría de los estándares) sería una ventaja. A medida que las poblaciones humanas aumentan alrededor de las fronteras de la reserva, es probable que también aumenten los riesgos para los perros salvajes africanos que se aventuran al exterior. En estas condiciones, solo las reservas no cercadas más grandes podrán proporcionar algún nivel de protección para los perros salvajes africanos. En Sudáfrica, las cercas "a prueba de depredadores" alrededor de pequeñas reservas han demostrado ser razonablemente efectivas para mantener a los perros confinados en la reserva, pero tales cercas no son 100% efectivas (Davies-Mostert et al. 2009) y es poco probable que sean beneficiosas a largo plazo para las comunidades de vida silvestre.
Incluso en reservas grandes y bien protegidas, o en poblaciones estables que permanecen en gran parte independientes de las áreas protegidas (como en el norte de Botsuana), los perros salvajes africanos viven en densidades de población bajas. La depredación por parte de los leones, y quizás la competencia con las hienas, contribuyen a mantener el número de perros salvajes africanos por debajo del nivel que podría soportar su base de presas. Una densidad de población tan baja trae sus propios problemas. Las áreas más grandes contienen solo poblaciones de perros salvajes relativamente pequeñas; por ejemplo, se estima que la reserva de caza de Selous, con un área de 43 000 km² (aproximadamente el tamaño de Suiza), contiene alrededor de ochocientos perros salvajes africanos. La mayoría de las reservas, y probablemente la mayoría de las poblaciones de perros salvajes africanos, son más pequeñas. Por ejemplo, es probable que la población del parque nacional Niokolo-Koba y las zonas de amortiguamiento (unos 25 000 km²) no supere los cincuenta y los cien perros. Poblaciones tan pequeñas son vulnerables a la extinción. Los eventos "catastróficos", como los brotes de enfermedades epidémicas, pueden llevarlos a la extinción cuando las poblaciones más grandes tienen una mayor probabilidad de recuperación; un evento de este tipo parece haber llevado a la extinción local de la pequeña población de perros salvajes africanos en el ecosistema del parque nacional Serengueti en Kenia y la frontera con Tanzania. Los problemas de pequeñas poblaciones se agravarán si, como parece probable, se producen pequeñas poblaciones en pequeñas reservas o zonas de hábitat. Como se discutió anteriormente, los animales que habitan tales áreas sufren un fuerte "efecto de borde". Por tanto, cabría esperar que las poblaciones pequeñas sufrieran una mortalidad desproporcionadamente alta como resultado de su contacto con los seres humanos y la actividad humana.
En la mayor parte de su área de distribución geográfica, la utilización de esta especie es mínima. Existe evidencia de uso tradicional localizado en Zimbabue (Davies y Du Toit 2004), pero es poco probable que esto amenace la persistencia de la especie. También hay algunos informes de comercio de animales en cautiverio y capturados en la naturaleza en el sur de África. Actualmente se está evaluando el posible impacto de dicho comercio.
Las encuestas en el área de Chinko en la República Centroafricana revelaron que la población de perros salvajes africanos disminuyó de ciento sesenta individuos en 2012 a veintiséis individuos en 2017. Al mismo tiempo, pastores trashumantes de la zona fronteriza con Sudán se trasladaron a la zona con su ganado. Los guardabosques confiscaron grandes cantidades de veneno y encontraron varios cadáveres de leones en los campamentos de pastores de ganado. Los acompañaban comerciantes armados que también se dedican a la caza furtiva de grandes herbívoros, la venta de carne de animales silvestres y el comercio de pieles de león.

## Conservación
Se han desarrollado estrategias de conservación para la especie en todas las regiones de África (Sillero-Zubiri et al. 2004, Woodroffe et al. 1997) (IUCN SSC 2008, 2009, en preparación), y muchos estados del área de distribución han utilizado estas estrategias como plantillas para sus propios planes de acción nacionales (Departamento de Vida Silvestre y Parques Nacionales 2008, Servicio de Vida Silvestre 2010). Aunque cada estrategia regional se desarrolló de forma independiente a través de un proceso participativo separado, las tres estrategias tienen una estructura similar, que comprende objetivos destinados a mejorar la coexistencia entre las personas y los perros salvajes africanos:
- Alentar la planificación del uso de la tierra para mantener y expandir las poblaciones de perros salvajes.
- Desarrollar la capacidad de conservación del perro en los Estados del área de distribución.
- Divulgación para mejorar la percepción pública de los perros salvajes en todos los niveles de la sociedad, asegurando un marco de políticas compatible con la conservación del perro salvaje.

Se necesitan varios datos para permitir una conservación más eficaz de los perros salvajes africanos. Estos incluyen:
- El desarrollo de métodos rentables para inspeccionar perros salvajes en grandes escalas geográficas.
- Encuestas sobre la distribución y el estado de los perros salvajes, particularmente en Argelia, Angola, República Centroafricana, Chad, Somalia, Sudán del Sur y Sudán.
- Desarrollo de medios eficaces y apropiados a nivel local para reducir los conflictos entre perros salvajes y granjeros.
- Establecer qué técnicas serán más efectivas y sostenibles para proteger a los perros salvajes de las enfermedades.
- Determinar las características del paisaje que facilitan (o impiden) el movimiento de perros salvajes a largas distancias y, por lo tanto, promueven (o bloquean) la conectividad del paisaje.